# Ectemnocarta hobbyi
Ectemnocarta hobbyi is een halfvleugelig insect uit de familie schuimcicaden (Cercopidae). De wetenschappelijke naam van deze soort is voor het eerst geldig gepubliceerd in 1939 door Lallemand.